# Светлана Карапетрова
Светлана Карапетрова (на македонска литературна норма: Светлана Карапетрова) е икономистка и политик от Северна Македония.

## Биография
Родена е на 31 март 1965 година в град Скопие, тогава в Социалистическа федеративна република Югославия. Завършва икономика в Университета в Тетово.
Светлана Карапетрова е активистка на партията ВМРО – Демократическа партия за македонско национално единство (ВМРО-ДПМНЕ). През юни 2011 година е избрана за депутат в Събранието на Република Македония. В 2014 година отново става депутат от ВМРО-ДПМНЕ.